# Fritz Behrendt (Maler)
Fritz Leonhard Andreas Behrendt, auch Friedrich Behrendt (* 31. Oktober 1863 in Memel; † 13. Februar 1946 in Fürstenfeldbruck) war ein deutscher Landschaftsmaler, Grafiker und Gründer einer Fabrik für Künstler-Ölmalfarben in Grafrath.

## Leben
Fritz Behrendt war ein Sohn des Postexpedienten in Prökuls Andreas Behrendt und dessen Frau Mathilde Amalie, geb. Ilgenstein. Nach dem Besuch der Volksschule absolvierte er in Riga eine kaufmännische Lehre. Von 1884 bis 1890 studierte er Malerei an der Königsberger Kunstakademie u. a. bei Carl Steffeck und Johannes  Heydeck. Weitere Studien folgten bis 1893 an der Akademie in Karlsruhe bei Hermann Baisch. Nach den Studien ließ er sich als freischaffender Maler in Hamburg nieder. Der Hamburger Kunstverein kaufte 1894/95 mehrere seiner Werke. Ende der 1890er Jahre nahm er weiteren Unterricht, nun bei Friedrich Kallmorgen in Berlin. Um 1902 verzog er nach München. Hier heiratete er am 15. September 1903 seine frühere Hamburger Schülerin Olga Schielitz (1867–1938), eine Kaufmannstochter, die in München seit einigen Jahren ein erfolgreiches kunstgewerbliches Atelier betrieb. Im gleichen Jahr wurde das Paar in Grafrath sesshaft. In den 1920er Jahren stellte die Münchner Galerie Heinemann in Kollektivausstellungen mehrere seiner Werke aus, dabei auch Werke seines Jugendfreundes Georg Kaulbach. In seinen Arbeiten orientierte sich Behrendt stark am deutschen Impressionismus. Behrendt zählte zum Kreis der Künstlerkolonie Nidden, seit seiner Studienzeit und danach zeitlebens zog es Fritz Behrendt immer wieder in die ostpreußische Heimat, ins Samland, an die Kurische Nehrung, an die Ostsee. Zum 1. April 1933 trat er der NSDAP bei und war Mitglied der Münchener Secession und obligatorisch Mitglied in der Reichskammer der bildenden Künste. Mit dem Niedergang seiner Farbenfabrik (siehe unten) begann für Behrendt der soziale Abstieg, 1934 benannte er die Lage als prekär. 1939 verzog er nach Fürstenfeldbruck in das städtische Altersheim. 1943 beantragte er bei der Dr. Goebbels-Stiftung Künstlerdank finanzielle Unterstützung.

## Behrendt-Farben

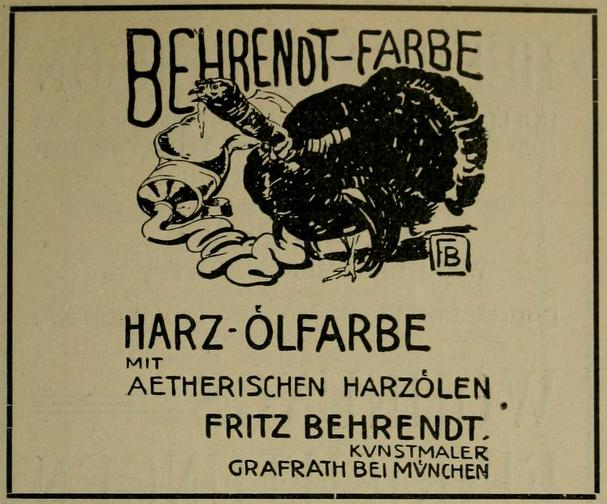
Ausstellung der Berliner Secession 1910, Werbung im Katalog

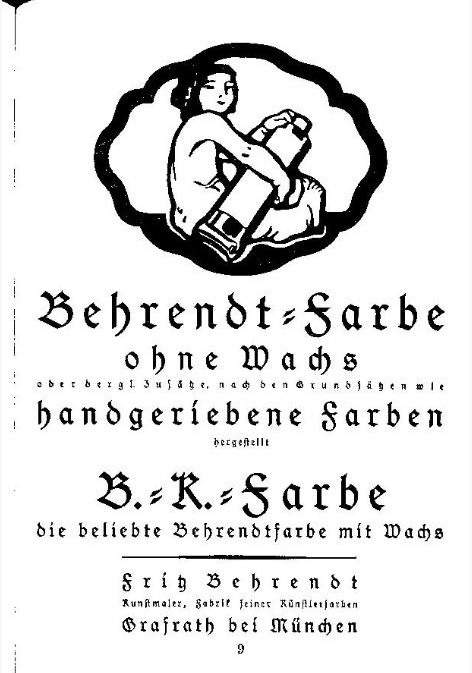
Ausstellung Glaspalast München 1921, Werbung im Katalog

Bekannter als durch seine malerischen Werke wurde Fritz Behrendt jedoch durch die von ihm in Grafrath gegründete Behrendt’sche Farbenfabrik für Öl- und Temperafarben für den Künstlerbedarf, die „Behrendt-Farben“. Nach dem Umzug nach Grafrath konnte er sich dort schnell etablieren. Er erwarb, auch begünstigt durch die Mitgift seiner Frau, mehrere Grundstücke an der Bahnhofsstraße und ließ dort eine Villa sowie Produktionsgebäude errichten. Er wurde zu einem erfolgreichen Unternehmer, der zeitweise zu den größten Steuerzahlern des Ortes zählte. Seine Farben wurden bis zum Beginn des Ersten Weltkrieges über Deutschland hinaus weltweit vertrieben, bekannte Künstler wie etwa Hans Thoma, Max Liebermann, Lovis Corinth, Franz Marc, Henri Matisse, Oskar Moll und Emil Nolde gehörten zu seinen Kunden. Emil Nolde etwa verwendete ab 1910 über viele Jahre die Farben, er schätzte die Haltbarkeit und Leuchtkraft des Produkts, führte selbst Alterungsversuche zur Lichtechtheit durch und korrespondierte immer wieder mit Behrendt. Eine mit Henrik Moor entwickelte Tempera-Farbe kam in den 1920er Jahren als „Behrendt-Moorfarbe“ auf den Markt. Infolge der Weltwirtschaftskrise ging es mit der Firma bergab. 1939 verkaufte er die Villa und die Fabrikgebäude für 74.000 Reichsmark, angeblich musste er die Farbenproduktion im November 1939 auf Grund der Beschlagnahme der Farben einstellen.
Bitumenförderung
Ein unvollendeter Versuch blieb das von Behrendt ab 1927 beabsichtigte Projekt der Bitumen-Förderung im Landkreis Fürstenfeldbruck. Obwohl Zweifel an der fachlichen Kompetenz Behrendts für das Vorhaben als auch den notwendigen geologischen Gegebenheiten vorlagen, hatte er hierzu vom bayerischen Staatsministerium für Handel, Industrie und Gewerbe die Erlaubnis zur Aufsuchung von Bitumen in den Amtsbezirken Fürstenfeldbruck und Starnberg nach Maßgabe der beiliegenden Bedingungen erhalten. „Drei Jahre lang sollte Behrendt auf einem Gebiet von 4.700 Hektar … ‚die ausschließliche Berechtigung‘ genießen, Bitumen in festem, flüssigem und gasförmigem Zustande in dem zugewiesenen Gebiete mittels Schürfungen oder Bohrungen an beliebigen Punkten … aufzusuchen“. Am 5. April 1929 teilte das Oberbergamt dem Ministerium mit, dass Behrendt auf die Konzession verzichtet habe, ohne mit Probebohrungen begonnen zu haben.

## Familie
Die Behrendts können als Künstlerfamilie gelten, auch die beiden Töchter des Paares wurden künstlerisch tätig. Irmgard Mathilde Behrendt (1905–1990) malte Landschaften, Porträts und Tierbilder und Hedda Lilly Anna Behrendt (1906–1964) schuf italienische Landschaften und Wandmalereien.

## Werke

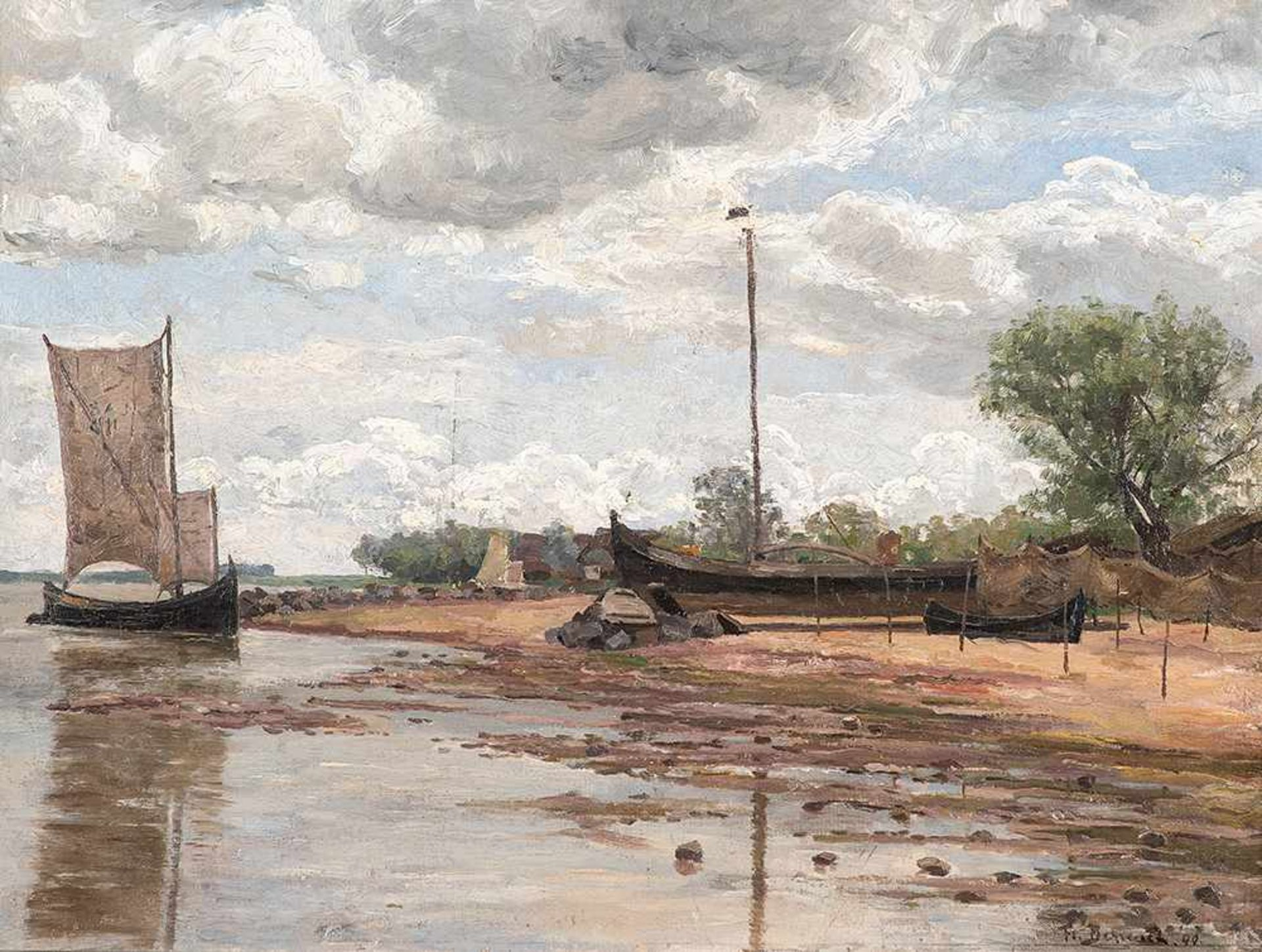
Haffstrand bei Nidden
1899, Öl auf Leinwand

- Abend in Lithauen, Ostpreußische Landschaft, Motiv von der Ostsee (1894)[3]
- Ostpreußische Dorfstraße (1895)[3]
- Märztag (1903) Abbildung[13]
- Wald an der ostpreußischen Küste, Birken im Sturm, Ostpreußen, Waldinneres, Stürmischer Regentag, Laubwald (alle Öl, 1924, Glaspalast München)[14]
- Motiv aus Ostpreußen, Ostpreußische Landschaft, Im Walde (alle „Behrend-Moorfarbe“, 1925, Glaspalast München)[14]
- Littauische Bauernhütten, Ostpreußen (Öl, 1926)[14]
- Ostpreußische Küstenlandschaft (Öl, 1938)[15]

## Ausstellungsbeteiligungen
- 1894/95: Hamburg, Kunstverein[3]
- 1903: Münchener Secession[5]
- 1914: Künstlervereinigung Fürstenfeldbruck
- 1921: München, Galerie Heinemann[5]
- 1924: ebenda
- 1924/25/26: München, Kunstausstellung im Glaspalast (Münchener Secession)[14]
- 1935: Kunstring Fürstenfeldbruck
- 1938: München, Große Deutsche Kunstausstellung[15]